# ۲۴ سپتامبر
۲۴ سپتامبر در تقویم گرگوری، دویست و شصت و هفتمین (در سال‌های کبیسه دویست و شصت و هشتمین) روز سال است. ۹۸ روز تا پایان سال، باقی‌مانده است.

## رویدادها
- ۱۷۳۶ - عقد عهدنامه استانبول (۱۷۳۶) میان ایران و عثمانی.
- ۲۰۰۹ - سقوط پرواز 8911 ایرلینک آفریقای جنوبی.
- ۲۰۱۵ - رویداد ازدحام حجاج در منا ۱۳۹۴.[۱]

## زادروزها
- ۱۸۷۸ - شارل-فردینان راموز، شاعر و نویسنده سوئیسی. (درگذشتهٔ ۱۹۴۷)
- ۱۸۸۴ - گوستاو گاریگو، دوچرخه‌سوار فرانسوی. (درگذشتهٔ ۱۹۶۳)
- ۱۸۹۶ - اف. اسکات فیتزجرالد، نویسنده اهل ایالات متحده آمریکا. (درگذشتهٔ ۱۹۴۰)
- ۱۹۰۲ - سید روح‌الله خمینی، سیاستمدار و رهبر جمهوری اسلامی ایران. (درگذشتهٔ ۱۹۸۹)
- ۱۹۰۵ - سورو اوچوآ، دانشمند اهل اسپانیا. (درگذشتهٔ ۱۹۹۳)
- ۱۹۱۸ - مایکل جیمز استوارت دوئر، شیمی‌دان اهل ایالات متحده آمریکا. (درگذشتهٔ ۱۹۹۷)
- ۱۹۲۱ - جیم مک‌کی، خبرنگار و روزنامه‌نگار آمریکایی. (درگذشتهٔ ۲۰۰۸)
- ۱۹۳۱ - آنتونی نیولی، خواننده و بازیگر اهل بریتانیا. (درگذشتهٔ ۱۹۹۹)
- ۱۹۳۱ - مایک پارکس، رانندهٔ مسابقات اتومبیل‌رانی و فرمول یک اهل بریتانیا. (درگذشتهٔ ۱۹۷۷)
- ۱۹۳۲ - میجول مونتووری، بازیکن فوتبال اهل ایتالیا.
- ۱۹۳۴ - مانفرد وورنر، سیاستمدار اهل آلمان. (درگذشتهٔ ۱۹۹۴)
- ۱۹۳۶ - جیم هنسن، کارگردان، تهیه‌کننده و عروسک‌گردان اهل ایالات متحده آمریکا. (درگذشتهٔ ۱۹۹۰)
- ۱۹۴۴ - اسون-اوله تورسن، بازیگر و بدلکار اهل دانمارک.
- ۱۹۴۶ - لارس امیل جوهانسن، سیاستمدار اهل گرینلند.
- ۱۹۴۸ - گوردون کلپ، بازیگر اهل ایالات متحده آمریکا.
- ۱۹۶۱ - کریستوفر ال. ایزگرابر، وکیل و سیاستمدار اهل ایالات متحده آمریکا.
- ۱۹۶۹ - مگان وارد، بازیگر اهل ایالات متحده آمریکا.
- ۱۹۷۶ - یاکون ساکورازوکا، بازیگر و صدا پیشه ژاپنی. (درگذشتهٔ ۲۰۱۳)
- ۱۹۷۶ - واهور واهترامائه، بازیکن فوتبال اهل استونی.
- ۱۹۷۹ - ژینورا الکان، کارگردان و تهیه‌کنندهٔ اهل ایتالیا.
- ۱۹۸۰ - ویکتوریا پندلتون، دوچرخه‌سوار اهل بریتانیا.
- ۱۹۸۲ - پل هام، ژیمناست اهل ایالات متحده آمریکا.
- ۱۹۹۱ - ماکسیمیلیانو اوگ، بازیکن فوتبال اهل ایتالیا.
- ۲۰۰۳ - جو لاک، بازیگر اهل جزیره من.

## درگذشت‌ها
- ۱۱۸۰ - مانوئل یکم، امپراتور بیزانس، سیاستمدار و امپراتور روم شرقی (۱۱۴۳–۱۱۸۰). (زادهٔ ۱۱۱۸)
- ۱۵۴۱ - پاراسلسوس، پزشک و کیمیاگر سوئیسی-آلمانی. (زادهٔ ۱۴۹۳)
- ۱۸۳۴ - پدروی یکم، یکی از پادشاهان پرتغال و برزیل. (زادهٔ ۱۷۹۸)
- ۱۸۸۹ - دنیل هاروی هیل، نظامی اهل ایالات متحده آمریکا. (زادهٔ ۱۸۲۱)
- ۱۹۳۹ - چارلز تهم، شمشیرباز اهل ایالات متحده آمریکا. (زادهٔ ۱۸۵۴)
- ۱۹۴۹ - ادی اوون، ورزشکار دو و میدانی اهل بریتانیا. (زادهٔ ۱۸۸۶)
- ۱۹۷۸ - هاسو فون مانتویفل، نظامی آلمانی. (زادهٔ ۱۸۹۷)
- ۱۹۸۲ - سارا چرچیل، بازیگر اهل بریتانیا. (زادهٔ ۱۹۱۴)
- ۱۹۹۱ - دکتر زوس، نویسنده و شاعر اهل ایالات متحده آمریکا. (زادهٔ ۱۹۰۴)
- ۲۰۱۲ - پیر آدام، دوچرخه‌سوار اهل فرانسه. (زادهٔ ۱۹۲۴)
- ۲۰۱۴ - کریستوفر هاگ‌وود، موسیقی‌دان و رهبر ارکستر اهل بریتانیا. (زادهٔ ۱۹۴۱)
- ۲۰۱۶ - مل چارلز، بازیکن فوتبال اهل بریتانیا. (زادهٔ ۱۹۳۵)